# Farol da Ponta do Albernaz
O Farol da Ponta do Albarnaz,localiza-se na ponta do Albarnaz, freguesia de Ponta Delgada, concelho de Santa Cruz das Flores, na ilha das Flores, nos Açores. É o farol mais ocidental do arquipélago e da Europa.

## História
Foi erguido no extremo noroeste da ilha, sobre uma alta falésia, fazendo face à direcção de onde provinha a maior parte do tráfego marítimo que demandava as suas águas.
Inicialmente projetado no âmbito do "Plano Geral de Alumiamento e Balizagem" para a vizinha povoação de Ponta Delgada das Flores, foi preterido pela comissão de 1902, encarregada de adaptar o antigo farol às novas de tecnologias de então, a qual propôs que fosse instalado na Ponta do Albarnaz, distante do povoado cerca de três quilómetros, mas numa posição elevada fronteira à costa oeste, permitindo que o sinal pudesse ser avistado desde o litoral da ilha do Corvo e em toda a costa noroeste das Flores.
Esta decisão não foi pacífica, como pode ser comprovado pela Ata n.º 2 da referida comissão, que registou:
"Foi tal a importância que mereceu à Comissão a iluminação daquele grupo (ilha das Flores e ilha do Corvo) que chegou a estudar com a mais desvelada atenção e a discutir, o conjunto das vantagens que poderiam advir à navegação instalando na mesma Ponta do Albernaz um aparelho hiperradiante (…)."
Em 1922 foi feito um contrato amigável onde se procedeu à expropriação de 5525 metros quadrados de terreno pela quantia de 3.500$00 reis, para a implantação do farol. Numa verdadeira proeza de construção, já que não existia acesso por estrada à freguesia de Ponta Delgada e muito menos à Ponta do Albernaz, o farol entrou em funcionamento no dia 28 de Janeiro de 1925.
Em 2005 era o único farol do país que não estava ligado à rede eléctrica.

## Características
Apresenta torre cilíndrica em alvenaria pintada de cor branca, com edifícios anexos, na mesma cor. A lanterna é vermelha.
- Outras designações: Farol do Albarnaz
- Nº Nacional 878
- Nº Admiralty D-2708
- Nº NGA 23316
- Nº ARLHS AZO-016

## Cronologia
- 1925 (28 de janeiro) - inauguração, utilizando um candeeiro a petróleo de nível constante;
- 1938 - Fonte da luz passou a ser proveniente da incandescência por vapor de petróleo;
- 1944 - Despenhou-se um avião militar próximo do farol;
- 1956 - Electrificado, com alimentação com grupos electrogéneos, lâmpada de 3 000W;
- 1959 - Instalação de telefone;
- 1968 - Ampliação das instalações;
- 1983 - Substituição por lâmpada de 1 000W, 120V.